# Гіоргі Гвелесіані
Гіо́ргі Гвелесіа́ні (груз. გიორგი გველესიანი, (нар. 5 травня 1991, Тбілісі) — грузинський футболіст, захисник. Відомий за виступами за тбіліське «Динамо» та низку іранських клубів.

## Клубна кар'єра
Народився Гіоргі Гвеселіані 5 травня 1991 року в Тбілісі, та є вихованцем футбольної школи місцевого клубу «Динамо». У рідному клубі дебютував у сезоні 2010—2011 року, та до липня 2016 року всю свою кар'єру присвятив рідному клубові, за який провів 65 матчів у вищому грузинському дивізіоні. Грав також за другу команду клубу, провів за дубль «Динамо» три матчі. Під час виступів у столичному клубі тричі ставав чемпіоном Грузії, 4 рази володарем Кубку, та двічі володарем Суперкубку Грузії. Після завершення сезону 2015—2016 Гіоргі покинув рідний клуб як вільний агент та приїхав на перегляд до українського клубу «Волинь», де успішно пройшов перегляд. 18 липня 2016 року Гіоргі Гвеселіані підписав контракт з українським клубом як вільний агент, але зрештою залишив луцьку команду через заборону на трансфери. На початку 2017 року повернувся до тбіліського «Динамо», в якому грав протягом півроку. У середині 2017 року став гравцем іранського клубу «Зоб Ахан», з яким здобув срібні медалі вищого іранського дивізіону. Після закінчення сезону в середині 2018 року став гравцем новачка вищого дивізіону Ірану «Нассаджі Мазандаран». У 2019 році Гвелесіані перейшов до іншого іранського клубу найвищого дивізіону «Сепахан», а в 2022 році став гравцем тегеранського клубу «Персеполіс».

## Виступи за збірні
Гіоргі Гвеселіані провів 3 матчі у складі юнацької збірної Грузії (U-19). Футболіст викликався до складу національної збірної на матч відбору Євро-2016 проти збірної Шотландії, проте всю гру просидів у запасі.

## Досягнення
- Чемпіон Грузії: (3):

«Динамо» (Тбілісі): 2012-13, 2013-14, 2015-16
- Володар Кубку Грузії: (4):

«Динамо» (Тбілісі): 2012-13, 2013-14, 2014-15, 2015-16
- Володар Суперкубку Грузії: (2):

«Динамо» (Тбілісі): 2014, 2015
- Чемпіон Ірану (2):

«Персеполіс»: 2022-23, 2023-24
- Володар Кубка Ірану (1):

«Персеполіс»: 2022-23
- Володар Суперкубка Ірану (1):

«Персеполіс»: 2023